# Vladana Vučinić
Vladana Vučinić (Podgorica, 18 juli 1986) is een Montenegrijns zangeres.

## Biografie
Vučinić startte haar muzikale carrière in 2003, toen ze haar eerste single uitbracht. Zowel in 2005 als in 2006 nam ze deel aan de preselectie voor Servië en Montenegro op het Eurovisiesongfestival, evenwel zonder veel succes. In 2010 bracht ze haar eerste album uit. Begin 2022 werd ze door de Montenegrijnse openbare omroep intern geselecteerd om Montenegro te vertegenwoordigen op het Eurovisiesongfestival 2022 in Turijn, Italië. Het lied strandde in de halve finale.
2007: Stevan Faddy · 
2008: Stefan Filipović · 
2009: Andrea Demirović · 
2012: Rambo Amadeus · 
2013: Who See feat. Nina Žižić · 
2014: Sergej Ćetković · 
2015: Knez · 
2016: Highway · 
2017: Slavko Kalezić · 
2018: Vanja Radovanović · 
2019: D Mol · 
2022: Vladana · 
2025: Nina Žižić